# 辛庄三嵕庙
辛庄三嵕庙，位于山西省长治市上党区苏店镇辛庄村。
2021年8月4日，辛庄三嵕庙公布为第六批山西省文物保护单位，编号6-145，古建筑类，年代为元至明。